# Barrundia
Barrundia est une commune d'Alava, dans la communauté autonome du Pays basque en Espagne.

## Hameaux
La commune comprend les hameaux suivants :
- Audikana, concejo ;
- Dallo, concejo ;
- Elgea, concejo ;
- Etura, concejo ;
- Etxabarri Urtupiña, concejo ;
- Garaio, hameau non répertorié[2] ;
- Gebara, concejo ;
- Heredia, concejo ;
- Hermua, concejo ;
- Larrea, concejo ;
- Marieta-Larrintzar, concejo, avec ses deux hameaux Larrintzar et Marieta ;
- Matura, concejo ;
- Mendixur (Mendíjur en espagnol), concejo ;
- Ozeta (Ozaeta en espagnol), concejo, chef-lieu de la commune ;
- Urizar ;
- Zuhatzola.